# Lasioglossum montanum
Lasioglossum montanum är en biart som först beskrevs av Heinrich Friese 1909.  Lasioglossum montanum ingår i släktet smalbin, och familjen vägbin. Inga underarter finns listade i Catalogue of Life.